# William Araujo
William Araujo (5 de junio de 1979, Quito, Pichincha, Ecuador) es un exfutbolista y entrenador ecuatoriano. Jugaba de volante polifuncional, donde se desempeñaba como volante de creación, volante mixto, y mediapunta. Actualmente dirige al América de Quito  de la Segunda Categoría de Ecuador.

## Trayectoria
Sus inicios en el fútbol los realiza en el club Espoli como delantero, donde debutó como profesional en el año de 1998. En 1999 ficha definitivamente por El Nacional de Quito. En los años siguientes pasea su fútbol en equipos ecuatorianos como el San Pedro Pasqual, Deportivo Cuenca, Centro Deportivo Olmedo, América de Quito, Manta F.C., sin lograr consolidarse en ninguno de ellos. 
En la temporada 2007 ficha por Deportivo Azogues, teniendo un año sobresaliente, lo que hace que la directiva de LDU se fijara en él. Ya en el 2008 Araujo pasa a formar parte del cuadro albo de LDU, club con el que conseguiría la Copa Libertadores 2008 como alternante.
A finales de 2008 Araujo toma el puesto dejado por el paraguayo Enrique Vera y se consolida como titular en el cuadro capitalino, participando en el Mundial de Clubes 2008 con LDU, donde destaca como una de las figuras del equipo, con un rendimiento excepcional que hizo que varios equipos del Viejo Continente pretendan sus servicios.

## Clubes
| Club                   | País    | Año       |
| ---------------------- | ------- | --------- |
| El Nacional            | Ecuador | 2001-2002 |
| San Pedro Pasqual      | Ecuador | 2002      |
| Deportivo Cuenca       | Ecuador | 2003      |
| América de Quito       | Ecuador | 2004      |
| Espoli                 | Ecuador | 2005      |
| Manta F.C.             | Ecuador | 2006      |
| Deportivo Azogues      | Ecuador | 2007      |
| LDU                    | Ecuador | 2008-2011 |
| Técnico Universitario  | Ecuador | 2012      |
| Deportivo Azogues      | Ecuador | 2013      |
| Espoli                 | Ecuador | 2014-2016 |
| Atlético Santo Domingo | Ecuador | 2017-2019 |
| Unibolivar             | Ecuador | 2019-2021 |

## Palmarés

### Campeonatos nacionales
| Título                           | Club          | País    | Año  |
| -------------------------------- | ------------- | ------- | ---- |
| Campeonato Ecuatoriano de Fútbol | Liga de Quito | Ecuador | 2010 |

### Campeonatos internacionales
| Título              | Club          | Sede           | Año  |
| ------------------- | ------------- | -------------- | ---- |
| Copa Libertadores   | Liga de Quito | Río de Janeiro | 2008 |
| Recopa Sudamericana | Liga de Quito | Quito          | 2009 |
| Copa Sudamericana   | Liga de Quito | Río de Janeiro | 2009 |
| Recopa Sudamericana | Liga de Quito | Quilmes        | 2010 |